# Spandau
Spandau er det femte af Berlins tolv distrikter (tysk: Bezirke). Det udgøres af bydelene (tysk: Ortsteile) Spandau, Haselhorst, Siemensstadt, Staaken, Gatow, Kladow, Hakenfelde, Falkenhagener Feld og Wilhelmstadt.
Med et areal på 91,9 km2 og et befolkningstal på 245.197 (2020) er Spandau det henholdsvis fjerdestørste og mindst folkerige distrikt i Berlin. Med 2.669 indbyggere pr. km2 har distriktet byens næstlaveste befolkningstæthedsgrad.
Distriktets lokale borgerrepræsentation (tysk: Bezirksverordnetenversammlung) domineres af partiet SPD med 20 ud af 55 pladser. Siden 2011 har Helmut Kleebank (SPD) været Spandaus distriktsborgmester (tysk: Bezirksbürgmeister). Han udgør sammen med fire øvrige forvaltere (tysk: Bezirksstadträte), valgt af Spandaus borgerrepræsentation, distriktets daglige ledelse (tysk: Bezirksamt).
Under delingen af Berlin mellem 1949-1990, var Spandau en del af Vestberlin, nærmere bestemt den britiske sektor. Distriktet er især kendt for at have lagt grund til Spandau-fængslet, der husede en række krigsforbrydere, som var blevet idømt fængselsstraf ved Nürnbergprocessen.

## Spandaus bydele
Spandau er inddelt i følgende bydele:
| Bydele                  | Areal (km2) | Befolkningstal 31. december 2020 | Befolkningstæthed pr. km2 |
| ----------------------- | ----------- | -------------------------------- | ------------------------- |
| 0501 Spandau            | 8,03        | 39.653                           | 4.938                     |
| 0502 Haselhorst         | 4,73        | 16.471                           | 3.482                     |
| 0503 Siemensstadt       | 5,66        | 12.740                           | 2.251                     |
| 0504 Staaken            | 10,90       | 46.369                           | 4.254                     |
| 0505 Gatow              | 10,10       | 3.469                            | 343                       |
| 0506 Kladow             | 14,80       | 16.368                           | 1.106                     |
| 0507 Hakenfelde         | 20,40       | 31.327                           | 1.536                     |
| 0508 Falkenhagener Feld | 6,88        | 38.667                           | 5.620                     |
| 0509 Wilhelmstadt       | 10,40       | 40.463                           | 3.891                     |

## Politik

### Distriktsforvaltningen i Spandau
Den daglige politiske ledelse af distriktet varetages af følgende distriktsforvaltere:
| Distriktsforvaltere                   | Parti |
| ------------------------------------- | ----- |
| Distriktsborgmester Helmut Kleebank   | SPD   |
| Vicedistriktsborgmester Gerhard Hanke | CDU   |
| Andreas Otti                          | AfD   |
| Stephan Machulik                      | SPD   |
| Frank Bewig                           | CDU   |

### Borgerpræsentationen i Spandau
Distriktets lokale borgerrepræsentation har siden distriktsvalget 18. september 2016 haft følgende sammensætning:
| Parti                 | Pladser |
| --------------------- | ------- |
| SPD                   | 20      |
| CDU                   | 16      |
| AfD                   | 9       |
| Bündnis 90/Die Grünen | 4       |
| FDP                   | 3       |
| Die Linke             | 3       |
| I alt                 | 55      |

### Internationale venskabsbyer
- Luton, Storbritannien (siden 1959)
- Asnières-sur-Seine, Frankrig (siden 1959)
- Ashdod, Israel (siden 1968)
- İznik, Tyrkiet (siden 1987)

### Nationale venskabsbyer
- Siegen og Kreis Siegen-Wittegenstein, Nordrhein-Westfalen (siden 1952)
- Nauen, Brandenburg (siden 1988)